# Miša Blam
Mihajlo »Miša« Blam, srbski jazz kontrabasist, bas kitarist, skladatelj, publicist, aranžer in glasbeni pedagog, * 15. december 1947, Beograd, LR Srbija, FLR Jugoslavija, † 19. junij 2014, Beograd, Srbija. 
Blam je bil eden najpomembnejših srbskih jazzovskih glasbenikov. Sodeloval je v številnih zasedbah doma in v tujini, pomemben pa je bil tudi kot avtor knjige o zgodovini srbskega jazza in kot predlagatelj ustanovitve muzeja jazza v Beogradu.

## Zgodnja leta
Rodil se je 15. decembra 1947 v stari judovski družini iz Dorćola. Njegov oče Rafael je prav tako bil jazz glasbenik in ustanovitelj Narodnega orkestra Radia Beograd (predpostavlja se, da je on prinesel jazz v Beograd), dedek Markus David pa je bil eden od ustanoviteljev Radia Beograd. Njegova sestra je srbska igralka Nada Blam. Ko je imel štiri leta se je pričel učiti violine, starši pa so kmalu spoznali, da to ni pravi instrument zanj, zato so ga vpisali na glasbeno šolo "Stanković", kjer se je učil klavir. Diplomiral je na Fakulteti glasbenih umetnosti v Beogradu na katedri za kontrabas. Magistriral je na Akademiji v Belgiji in opravil avdicijo za Berlinsko filharmonijo pri slavnem dirigentu Herbertu von Karajanu. Kasneje je postal eden začetnikov jazz oddelka na glasbeni šoli Stanković, kjer je kasneje poučeval.

## Glasbena kariera
Z glasbo se je pričel poklicno ukvarjati leta 1964. Kot srednješolec je igral v Komornem orkestru Dušana Skovrana, zatem pa tudi v Beograjski filharmoniji pod taktirko dirigenta Živojina Zdravkovića. Sledil je angažma v Berlinski filharmoniji, potem pa se je odpravil v New York, kjer je pričel z jazz kariero. V ZDA se je srečal s Chetom Bakerjem, s katerim je nato sodeloval dve leti. Sledila je vrnitev v domovino, kjer je odslužil vojaški rok v JLA. Igral je v Simfoničnem orkestru JLA, jazz kariero pa je nadaljeval v Nemčiji, Izraelu, Dominikanski republiki in Ugandi. Igral je tudi v Velikem narodnem orkestru RTB, Sekstetu Gut-Marković, Jazz orkestru RTB, Orkestru Miše Blama in drugje. Kot kontrabasist in bas kitarist je posnel več kot 40 albumov.
Sodeloval je s številnimi znanimi domačimi in tujimi glasbeniki, kot so Bora Dugić, Dušan Prelević, Boki Milošević, Duško Gojković, Šaban Bajramović, Tony Scott, Chet Baker, Stjepko Gut, Goran Bregović, Ernie Wilkins, Clark Terry, Boško Petrović, Zdravko Čolić ...

## Jazzovski publicist
Leta 1991 je ustanovil prvi jazzovski časopis na Balkanu, Jazz Tribune. Zbiral in arhiviral je vse v povezavi z jazzom v Srbiji. Imel je veliko zbirko video posnetkov, dokumentov, plakatov, pisem in instrumentov. Del zbirke je uporabil za razstavo ob 60-letnici beograjskega jazza. Ukvarjal se je tudi z raziskovalnim delom o zgodovini jazza na tem prostoru. Rezultat raziskovanja je bila knjiga Džez u Srbiji 1927—1944, ki je izšla leta 2010, leta 2011 pa je izšla druga, dopolnjena izdaja. Napisal je knjigo o Milesu Davisu, ki je izšla leta 1987, na TV Politika pa je bil avtor serije Jazz okrog polnoči.

## Festivali
V času 50 let dolge svetovne in domače kariere je Blam sodeloval na večini pomembnih jazz festivalov doma in po svetu. Bil je direktor in ustanovitelj festivala Summertime Jazz & Blues & World Music festival 1991 v Beogradu in Mednarodnega jazz festivala Jazzibar v Kraljevu leta 2011. Festivala Nišville si do njegove smrti ni dalo predstavljati brez njega, saj je bil festivalu v veliko oporo. Na festivalu je leta 2013 predstavil postavitev Muzeja jazza v Srbiji.

## Zasebno življenje
Bil je štirikrat poročen, med drugim tudi s pevko Izvorinko Milošević, s katero je imel sina Davida. Najstarejšega sina Markusa je imel s prvo ženo Biljano Vuković. Umrl je 19. junija 2014. Pokopan je na judovskem pokopališču v Beogradu.

## Solo diskografija
- Miša Blam i oni koji vole funky (1976)
- Sećanja (1980)
- Good Old YU Days (1997)

## Nagrade in priznanja
- 1983: Estradna nagrada Jugoslavije[4]
- 1989: Zlati mikrofon Radia Beograd[4]
- 1992: Estradna nagrada Srbije[4]
- 2007: Priznanje za vrhunski doprinos nacionalni kulturi v Republiki Srbiji[4]
- 2011: Nagrada festivala Nišville za življenjsko delo[4]